# Charcot-Wilbrand-Syndrom
Das Charcot-Wilbrand-Syndrom (CWS) bezeichnet den Traumverlust infolge einer lokalen Hirnschädigung. Die Bezeichnung geht zurück auf Jean-Martin Charcot (1825–1893) und Hermann Wilbrand (1851–1935), die 1883 bzw. 1887 Patienten beschrieben, die die Fähigkeit zu träumen, bzw. sich an Träume zu erinnern, verloren hatten.

## Ursachen
Häufige Ursache für das CWS ist eine Hirnschädigung im Bereich des Occipitallappens, z. B. infolge eines ischämischen Schlaganfalls. Da dieses Hirnareal das Sehzentrum enthält, führt eine Gewebsschädigung in diesem Bereich zu einer Störung der visuellen Reizverarbeitung. Zu den möglichen Folgeerscheinungen gehören:
- totaler Sehverlust (Anopsie)
- Verlust des Farbsehens (Achromatopsie)
- Verlust der Fähigkeit, Gesichter und Gegenstände zu erkennen (visuelle Agnosie, Seelenblindheit)
- Charcot-Wilbrand Syndrom.

## Verlauf
Je nach Ausmaß der Gewebsschädigung können diese neurologischen Ausfälle reversibel sein. Es wird von Patienten berichtet, die ihr Sehvermögen nach wenigen Tagen wieder erlangt haben, bei denen der Traumverlust jedoch mehrere Monate anhielt und erst dann das Träumen nach und nach wieder einsetzte.

## Sonstiges
Ein Traumverlust wie beim Charcot-Wilbrand-Syndrom ist nicht notwendigerweise mit dem Ausbleiben des REM-Schlafes verbunden. Träumen und REM-Schlaf treten zwar oft gleichzeitig auf, ihre Auslöser sind jedoch möglicherweise unabhängig voneinander.